# Pedro José Pidal

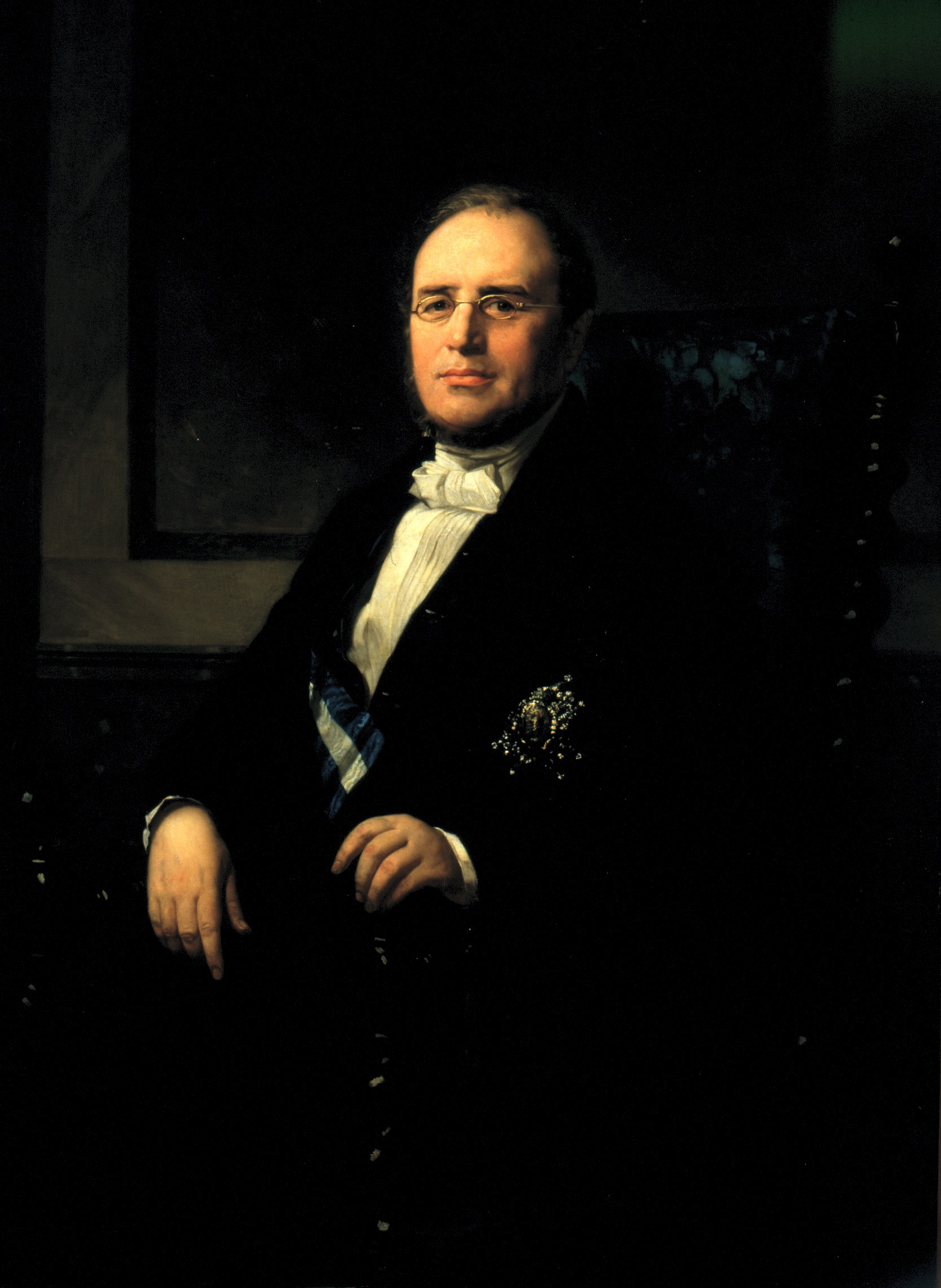
Markiz Pidal portret autorstwa Dioskurosa Puebla z 1877 roku namalowany do Kongresu Deputowanych

Pedro José Pidal (ur. 25 listopada 1799, Villaviciosa, zm. 28 grudnia 1865 Madryt) - I markiz de Pidal, polityk, mediewista, historyk, krytyk literacki i hiszpański dyplomata.
Pedro Pidal pełnił ważne funkcje polityczne za panowania Izabeli II Hiszpańskiej; był ministrem stanu w latach 1848-1849. Był autorem kilku prac historycznych. Był kolekcjonerem i bibliofilem. Pozostawił po sobie dużą bibliotekę, która zawierała m.in. rękopis Poemat o Cydzie. W swoich zbiorach miał ponadto ok. 130 innych druków, ponad pięćdziesiąt obrazów o tematyce religijnej, batalistycznej i pejzaży m.in. El Greca, Palominio, Francisco de Zurbarán i kopie prac Diego Velázqueza.

## Twórczość[3]
- Ocios de mi edad juvenil, Oviedo, 1818.
- Edición del Cancionero de Baena (1851)
- Colección de poesías castellanas anteriores al siglo XV (1841)
- Historia de las alteraciones de Aragón en el reinado de Felipe II (1862-1863)
- Estudios literarios (1890-1896), 2 vols.

## Literatura
- Ricardo Navas Ruiz, El Romanticismo español, Madrid: Cátedra, 1982 (3.ª ed.).